# Clément Champoussin
Clément Champoussin (* 29. května 1998) je francouzský profesionální silniční cyklista jezdící za UCI WorldTeam Arkéa–B&B Hotels.

## Kariéra
V říjnu 2020 byl jmenován na startovní listině Vuelty a España 2020. O rok později se Champoussin zúčastnil Vuelty znovu a podařilo se mu vyhrát 20. etapu, poslední horskou zkoušku závodu, když zaútočil na kandidáty na celkové vítězství v závěrečných kilometrech etapy. Závod dokončil na celkovém 16. místě.

## Hlavní výsledky
2018
2. místo Ruota d'Oro
3. místo Piccolo Giro di Lombardia
Tour de l'Avenir
5. místo celkově
Kreiz Breizh Elites
7. místo celkově
Ronde de l'Isard
9. místo celkově
2019
Giro del Friuli-Venezia Giulia
 celkový vítěz
 vítěz bodovací soutěže
vítěz etap 1 (TTT) a 4
2. místo Piccolo Giro di Lombardia
Ronde de l'Isard
3. místo celkově
Grand Prix Priessnitz spa
3. místo celkově
Tour de l'Avenir
4. místo celkově
Orlen Nations Grand Prix
6. místo celkově
vítěz 1. etapy (TTT)
Giro di Sicilia
9. místo celkově
9. místo Gran Piemonte
2020
Tour de Luxembourg
8. místo celkově
2021
Vuelta a España
vítěz 20. etapy
2. místo Faun-Ardèche Classic
4. místo Trofeo Laigueglia
Tour de l'Ain
6. místo celkově
2022
6. místo Faun-Ardèche Classic
6. místo Grosser Preis des Kantons Aargau
7. místo Classic Grand Besançon Doubs
9. místo GP Miguel Indurain
10. místo Trofeo Laigueglia
10. místo Tour du Jura
2023
Arctic Race of Norway
 vítěz bodovací soutěže
vítěz 4. etapy
5. místo Trofeo Laigueglia
5. místo Mont Ventoux Dénivelé Challenge

### Výsledky na Grand Tours
| Grand Tour      | 2020 | 2021 | 2022 | 2023 | 2024 |
| --------------- | ---- | ---- | ---- | ---- | ---- |
| Giro d'Italia   | —    | DNF  | —    | —    | —    |
| Tour de France  | —    | —    | —    | 51   | 101  |
| Vuelta a España | 31   | 16   | 32   | —    |      |

| —   | Nezúčastnil se |
| DNF | Nedokončil     |